# Петровићи (Врбовско)
Петровићи су насељено мјесто града Врбовског, у Горском котару, у Приморско-горанској жупанији, Република Хрватска.

## Географија
Петровићи се налазе око 11,5 км сјеверозападно од Врбовског.

## Становништво
Према попису становништва из 2011. године, насеље Петровићи је имало 15 становника.
| Националност       | 1991. | 1981. | 1971. | 1961. |
| Срби               | 21    | 14    | 21    | 33    |
| Југословени        | 1     | 7     |       |       |
| Хрвати             |       | 1     | 2     | 1     |
| остали и непознато |       |       |       |       |
| Укупно             | 22    | 22    | 23    | 34    |

| Демографија | Демографија | Демографија |
| Година      | Становника  | Становника  |
| ----------- | ----------- | ----------- |
| 1961.       | 34          |             |
| 1971.       | 23          |             |
| 1981.       | 22          |             |
| 1991.       | 22          |             |
| 2001.       | 18          |             |
| 2011.       |             | 15          |